# Elezioni parlamentari in Iran del 2000
Le elezioni parlamentari in Iran del 2000 si tennero il 18 febbraio e il 5 maggio per il rinnovo dell'Assemblea consultiva islamica e videro la vittoria della coalizione Riformista.

## Contesto
Alla consultazione elettorale presero parte 26.082.157 persone, a fronte delle 38.726.431 aventi diritto; l'affluenza si attestò quindi al 67,35%. Si registrarono 6.853 individui, ma solo 5.742 risultarono eleggibili (quindi l'83,78% del totale). Si candidarono 504 donne; vennero elette in 13.

## Risultati
| Orientamento                     | Seggi 1º turno | Seggi 2º turno | Seggi totali |
| -------------------------------- | -------------- | -------------- | ------------ |
| Riformisti                       | 170            | 52             | 222          |
| Principalisti                    | 45             | 9              | 54           |
| Indipendenti                     | 10             | 4              | 14           |
| Fonte: Inter-Parliamentary Union |                |                |              |